# IFOR
IFOR je akronim za "Implementation FORce" (hr. Snage za provedbu). Riječ je o operaciji NATO-pakta uz mandat Ujedinjenih Naroda radi održavanja trajnog mira u Bosni i Hercegovini nakon sklapanja Daytonskog sporazuma u kojem je Savezna Republika Jugoslavija priznala neovisnost i teritorijalni integritet BiH. Operacija trajala od 20. prosinca 1995. do 20. prosinca 1996. godine; NATO kodni naziv operacije je bio Operation Joint Endeavour (hr. Operacija zajednički poduhvat).
Snage IFOR-a su bile dosta snažne, te su imale do 60.000 pripadnika. Među njima su kao najznačajniji garant provedbe trajnog mira bili uključene i oružane snage SAD-a, čija je 1. oklopna divizija predstavljala glavninu Multi-nacionalnu divizije Sjever sa stožerom u Tuzli.
Multi-nacionalna divizija Jugozapad sa sjedištem u Banja Luci bila je pod britanskim zapovjedništvom, a Multi-nacionalna divizija Jugoistok sa sjedištem u Mostaru bila je pod francuskim zapovjedništvom.
Svoje su vojne postrojbe na raspolaganju IFOR-u dala većina članica NATO-a, tako da su u njemu djelovale postrojbe iz Belgije, Danske, Francuske, Kanade, Nizozemske, Norveške, Njemačke, Italije, Luxemburga, Portugala, Sjedinjenih Američkih Država, Španjolske, Turske, Ujedinjenog Kraljevstva. Pridružile su svoje postrojbe i brojne druge zemlje: Australija, Austrija, Bangladeš, Češka Republike, Egipat, Estonija, Finska, Latvija, Litva, Mađarska, Malezija, Novi Zeland, Pakistan, Poljska, Rumunjska, Rusija, Slovačka i Ukrajina.
Od 21. prosinca 1996. godine snage NATO-a su nastavile djelovati pod imenom SFOR (gdje je prvo slovo akronima promijenjeno u "Stabilization", kako bi se označila djelomična promjena mandata), a od 2004. godine je manje-više isti personal, i dalje pod okriljem NATO-pakta nastavio djelovati pod imenom EUROFOR. Ovo zadnje ime naznačilo je vrijeme kada je situacija u BiH i susjednim zemljama bila dovoljno stabilna da su snažne američke vojne snage mogle pripremiti svoj odlazak, ostavivši naposljetku manji kontingent od oko 900 vojnika iz različitih europskih zemalja kao trajniji znak međunarodne vojne prisutnosti.

## Vanjske poveznice
- Vojska SAD u Bosni i Hercegovini, prezentacija Zapovjedništva Vojske SAD-a za Europu i Sedme armije, 7. listopad 2003.